# Dissection (groupe)
Pour les articles homonymes, voir Dissection (homonymie).
Dissection est un groupe de black et death metal mélodique suédois, originaire de Strömstad. Il est formé en 1989 et séparé en 2006, peu de temps avant le suicide de son leader Jon Nödtveidt, le 13 août de la même année. Leur musique est un black metal mêlé à un death metal mélodique, que Nödtveidt nommera Anti-Cosmic Metal of Death.

## Biographie

### Première période
Dissection est formé en 1989 à Strömstad autour du guitariste et chanteur Jon Nödtveidt et du bassiste Peter Palmdahl. Le groupe s'est par la suite complété avec la venue du batteur Ole Öhman, que Jon connaissait pour avoir déjà joué à ses côtés au sein d'une autre formation. En 1990, le groupe recrute John Zwetsloot, et c'est avec cette composition que le groupe enregistre sa première démo The Grief Prophecy. Repéré par le label français Corpsegrinder Records, le groupe va publier avec ce dernier un second EP, Into Infinite Obscurity. Le groupe sort son premier album, The Somberlain en 1993 chez No Fashion Records. Un an plus tard, le groupe signe chez le label allemand Nuclear Blast, et publie en 1995 Storm of the Light's Bane, qui va connaitre un grand succès. En 1996, le groupe sort Where Dead Angels Lie, un EP recueillant des chansons inédites du groupe.
En 1995, le frontman Jon Nödtveid rejoint le Misanthropic Luciferian Order (MLO) - rebaptisé Temple of the Black Light - mouvement ésotérique luciférien que certains qualifient de sectaire et qui a pour but de parvenir au « chaos anticosmique. » et à l'avènement du règne de Lucifer. La recherche de la vraie lumière de Lucifer se fait alors à travers l'étude et la pratique de la magie noire, de la gnostique et des rites sataniques. Ce mouvement, très minoritaire dans la scène black metal, a pu susciter l'inquiétude en son temps et explique sans doute la radicalité du chanteur-guitariste de Dissection.
En juillet 1997, Jon Nödtveidt se rend complice du meurtre de Josef ben Meddour, un homosexuel algérien de 37 ans(voir Meurtre de Keillers park). Jon est condamné à huit ans de prison, tandis que l'auteur du coup de feu écope d'une peine de dix ans. L'emprisonnement du leader du groupe entraînera la dissolution du groupe.

### Seconde période
Dès sa libération en 2004, Nödtveidt tente de reformer Dissection, en recrutant de nouveaux musiciens (dont le français Brice Leclercq). Après une tournée appelée Rebirth of Dissection (qui permettra l'enregistrement d'un DVD live), le groupe publie en 2006 son troisième album, Reinkaos. Peu de temps après sa publication, estimant que ce dernier album constitue un aboutissement, Jon Nödtveidt annonce la fin du groupe.
En mai 2006, peu après la publication de Reinkaos, le groupe annonce une courte tournée. La tournée est programmée aux États-Unis, mais finalement annulée à cause de problèmes de visa. le groupe joue son dernier concert au Midsummer de Stockholm, le 24 juin 2006. Certains anciens membres de Dissection formeront d'autres groupes.
Le 13 août, Jon Nödtveidt se suicide à l'aide d'une arme à feu et entouré de bougies disposées en cercle.

## Membres

### Derniers membres
- Jon Nödtveidt – chant, guitare (1989-2006)
- Tomas Asklund – batterie (2004-2006)
- Set Teitan – guitare (2004-2006)
- Erik Danielsson – basse (2006)

### Anciens membres
- John Zwetloot – guitare (1990-1995)
- Johan Norman – guitare (1995-1998)
- Peter Palmdahl – basse (1989-1997)
- Brice Leclercq – basse (2004-2005)
- Ole Öhman – batterie (1990-1995)
- Tobias Kjellgren – batterie (1995-1998)

## Discographie

### Albums studio
- 1993 : The Somberlain
- 1995 : Storm of the Light's Bane
- 2006 : Reinkaos

### Démos, EP, lives et compilations
- 1990 : The Grief Prophecy (démo)
- 1991 : Into Infinite Obscurity
- 1996 : Nights Blood (bootleg)
- 1996 : Where Dead Angels Lie (EP)
- 2003 : Gods of Darkness (album live)
- 2003 : Live Legacy (album live, précédemment sorti en 1997 sous la forme du bootleg Frozen in Wacken)
- 1998 : The Past Is Alive (The Early Mischief)
- 2004 : Maha Kali (EP)
- 2006 : Rebirth of Dissection (DVD)